# Indianapolis Racers

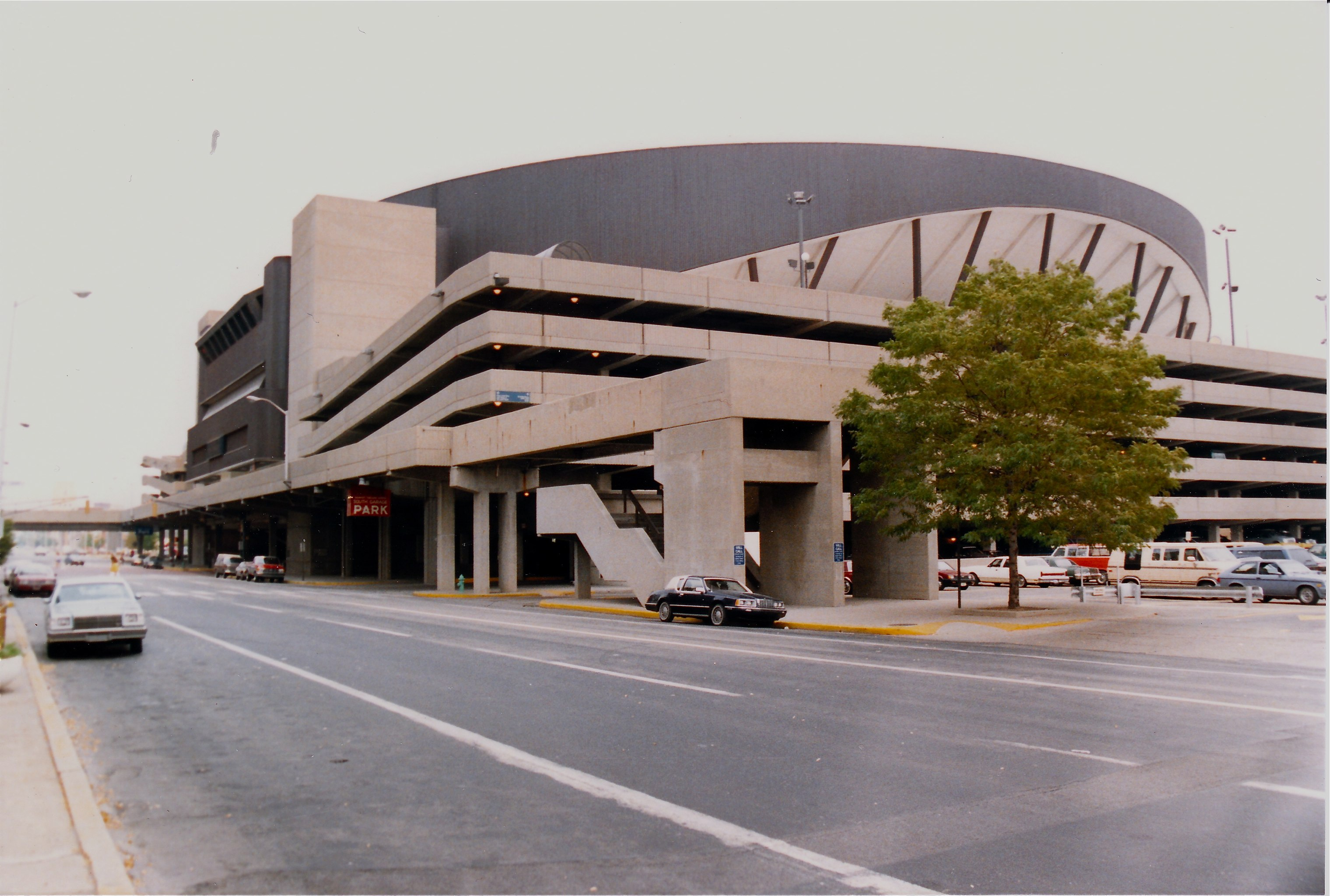
Market Square Arena i Indianapolis där Racers spelade sina hemmamatcher.

Indianapolis Racers var en professionell ishockeyklubb i Indianapolis, Indiana, som spelade i World Hockey Association åren 1974–1978. De spelade i ligan under fem säsonger men upplöstets efter 25 spelade matcher säsongen 1978–79.

## Historia
Indianapolis Racers är mest kända för att vara det första professionella lag som världens genom tiderna bästa spelare, Wayne Gretzky, spelade för. Den unge Gretzky bidrog starkt till sammanslagningen med NHL inför säsongen 1979–80. Indianapolis Racers hade kontrakterat den då 18-årige talangen Wayne Gretzky i juni 1978. Det blev dock endast totalt åtta matcher i Indianapolis matchdräkt för Gretzkys del. Klubben hamnade i ekonomiska problem och lades ner. Gretzky såldes i samband med detta till Edmonton Oilers. Edmonton Oilers tecknade strax därefter ett långtidskontrakt med Gretzky. Hade just det kontraktet fullföljts så hade det gällt ända fram till 1999. Ironiskt nog så var detta också det år som Wayne Gretzky lade skridskorna på hyllan. 
Även Mark Messier spelade här 78/79 för att sedermera även han bli såld till Edmonton Oilers. 
En viss Leif "Honken" Holmqvist spelade för Indianapolis Racers säsongen 1975–76.